# Krystał Ołeksandrija
Krystał Oleksandria (ukr. Футбольний клуб «Кристал», Futbolnyj Kłub "Krystał" Ołeksandrija) – ukraiński klub piłkarski z siedzibą w Oleksandrii w obwodzie kirowohradzkim.
W latach 2004—2006 występował w rozgrywkach ukraińskiej Drugiej Lihi.

## Historia
Chronologia nazw:
- 19??—2004: Krystał Oleksandria (ukr. «Кристал» Олександрія)
- 2004—2006: MFK Oleksandria (ukr. МФК «Олександрія»)
- 2006— : Krystał Oleksandria (ukr. «Кристал» Олександрія)

Piłkarski klub Krystał Oleksandria został żałożony w XX wieku i jest jednym z najstarszych klubów obwodu. Występował w rozgrywkach mistrzostw i Pucharu obwodu kirohradzkiego. W 2004 roku klub prezentował miejską władzę, dlatego pod nazwą MFK Oleksandria (ukr. Муніципальний футбольний клуб, Municypalnyj Futbolnyj Kłub) zgłosił się do rozgrywek w Drugiej Lidze. W sezonie 2004/05 klub zajął 7 miejsce, a w następnym sezonie 2005/06 po 23 kolejce zrezygnował z rozgrywek i został pozbawiony statusu klubu profesjonalnego. W październiku 2006 klub przywrócił poprzednią nazwę i startował w rozgrywkach juniorskiej ligi. W 2008 zgłosił się do rozgrywek w drugiej lidze mistrzostwa obwodu kirowohradzkiego, ale zrezygnował z występów.

## Sukcesy
- Druha Liha:

7 miejsce: 2004/05
- Puchar Ukrainy:

1/32 finału: 2004/2005, 2005/2006

## Inne
- FK Ołeksandrija